# Бињи ле Гамаш
Бињи ле Гамаш (фр. Buigny-lès-Gamaches) насеље је и општина у североисточној Француској у региону Пикардија, у департману Сома која припада префектури Абевил.
По подацима из 2011. године у општини је живело 390 становника, а густина насељености је износила 81,76 становника/km². Општина се простире на површини од 4,77 km². Налази се на средњој надморској висини од 110 метара (максималној 116 m, а минималној 84 m).

## Демографија
| 1962. | 1968. | 1975. | 1982. | 1990. | 1999. | 2011. |
| ----- | ----- | ----- | ----- | ----- | ----- | ----- |
| 462   | 461   | 471   | 428   | 440   | 403   | 390   |

График промене броја становника у току последњих година